# Kiss Me (chanson de C. Jérôme)
Pour les articles homonymes, voir Kiss Me (homonymie).
Kiss Me est une chanson écrite par Jean Albertini, composée par Sylvain Garcia et interprétée par le chanteur français C. Jérôme, sortie en single en 1972.

## Historique
C'est le premier grand succès de C. Jérôme. La chanson se vend à plus de 700 000 exemplaires, arrivant en tête des hit-parades en France et dans plusieurs pays en Europe, ainsi qu'au Québec.
Le chanteur l'a enregistrée en plusieurs langues dans 22 versions différentes. Pendant l'enregistrement de la version originale, en janvier 1972, C. Jérôme a reçu la visite du chanteur Christophe qui, enthousiasmé par la chanson, s'est proposé pour jouer de l'harmonica.

## Classements hebdomadaires
| Classement (1972-1973)                  | Meilleure position |
| --------------------------------------- | ------------------ |
| Allemagne (Media Control AG)            | 47                 |
| Autriche (Ö3 Austria Top 40)            | 3                  |
| Belgique (Flandre Ultratop 50 Singles)  | 4                  |
| Belgique (Wallonie Ultratop 50 Singles) | 1                  |
| France (IFOP)                           | 1                  |
| Suisse (Schweizer Hitparade)            | 5                  |